# Fred Rutten
Fredericus « Fred » Jacobus Rutten, né le 5 décembre 1962 à Wijchen (Pays-Bas), est un footballeur international néerlandais, désormais retraité. Il s'est reconverti dans les fonctions d'entraîneur.

## Biographie
Après avoir joué comme défenseur de 1979 à 1992 au FC Twente, il est devenu un entraîneur dans ce même club. Puis il a été dans l'encadrement technique du PSV Eindhoven pendant quatre ans, avant de revenir à Twente comme entraîneur de l'équipe première à partir de 2006. 
Il dirige ensuite l'équipe allemande du FC Schalke 04. Schalke décide de se séparer de lui le 26 mars 2009.
Le 17 avril 2009, il est engagé pour entraîner le PSV Eindhoven pour la saison 2009-2010.
Le 24 janvier 2018, il s'engage pour 18 mois avec l'un des clubs les plus prestigieux d'Israël, le Maccabi Haïfa.
Le 6 janvier 2019, il rejoint Anderlecht, en remplacement de Hein Vanhaezebrouck. Il quitte le club le 16 avril 2019 après 4 défaites consécutives en PO1.

## Carrière de joueur
- 1979-1992 : FC Twente  Pays-Bas

## Carrière d'entraîneur
- 1993-1999 : FC Twente  Pays-Bas (entraîneur adjoint)
- nov. 1995-jan. 1996
- 1999-2001 : FC Twente  Pays-Bas
- 2001-2002 : PSV Eindhoven  Pays-Bas (équipe de jeunes)
- 2002-2006 : PSV Eindhoven  Pays-Bas (entraîneur adjoint)
- 2006-2008 : FC Twente  Pays-Bas
- 2008-mars 2009 : Schalke 04  Allemagne
- 2009-mars 2012 : PSV Eindhoven  Pays-Bas
- 2012-2013 : Vitesse Arnhem  Pays-Bas
- 2014-2015 : Feyenoord Rotterdam  Pays-Bas
- 2016-jan. 2017 : Al Shabab Dubaï  Émirats arabes unis
- 2018-jan. 2019 : Maccabi Haïfa FC  Israël
- Janvier 2019-Avril 2019 : RSC Anderlecht  Belgique